# Route 28 (Alberta)
La Route 28 est une route de 293 kilomètres (182 mi) dans le centre-nord de l'Alberta. Elle relie Edmonton à Cold Lake.

## Description du tracé
La route débute à l'intersection avec la route 16 (route Yellowhead) à Edmonton comme 97 Street NW, parcourant les banlieues nord de la ville avant d'entrer dans le comté de Sturgeon et de passer par la Base militaire d'Edmonton. Après avoir rejoint la route 28A près de Gibbons, elle traverse des zones agricoles du centre-nord de la province, longeant plus ou moins la rivière Saskatchewan Nord jusqu'à Smoky Lake avant de poursuivre vers l'est dans le comté de Saint-Paul jusqu'à Bonnyville. Elle bifurque alors vers le nord-est et passe par la Base militaire de Cold Lake avant de prendre fin à l'intersection avec Lakeshore Drive dans la ville de Cold Lake peu après.
La route fait partie du réseau routier national. Entre l'intersection avec la route 28A près de Gibbons et l'intersection avec la route 63 près de Radway, elle fait partie du corridor reliant Edmonton à Fort McMurray.

## Futur
Le gouvernement albertain a pour projet d'améliorer l'entièreté du corridor reliant Edmonton à Fort McMurray en y attribuant des routes à chaussées divisées, ce qui inclut le doublement des voies de la route 28, entre la route 28A et la route 63.

## Intersections majeures
| Municipalité rurale / spécialisée | Ville              | km                                                             | Destinations                                                         | Notes                                    |
| --------------------------------- | ------------------ | -------------------------------------------------------------- | -------------------------------------------------------------------- | ---------------------------------------- |
| Ville d'Edmonton                  | Ville d'Edmonton   | 0,00                                                           | AB-16 (route Yellowhead) – Lloydminster, Jasper                      | Échangeur; sortie 389 de l'AB-16         |
| Ville d'Edmonton                  | Ville d'Edmonton   | 7,30                                                           | AB-216 (Anthony Henday Drive)                                        | Échangeur; sortie 39 de l'AB-216         |
| Comté de Sturgeon                 | Namao              | 15,30                                                          | AB-37 – Onoway, Fort Saskatchewan                                    |                                          |
| Comté de Sturgeon                 |                    | 25,10                                                          | AB-642 ouest – Morinville                                            | Terminus est de l'AB-642                 |
| Comté de Sturgeon                 | 27,70              | AB-803 nord                                                    | Terminus sud de l'AB-803                                             |                                          |
| Comté de Sturgeon                 | Gibbons            | 39,90                                                          | AB-28A sud – Edmonton                                                | Échangeur; terminus nord de l'AB-28A     |
| Comté de Sturgeon                 |                    | 53,30                                                          | AB-651 ouest – Legal                                                 | Terminus est de l'AB-651                 |
| Comté de Sturgeon                 | Redwater           | 59,90                                                          | AB-38 est (48 Avenue) – Bruderheim, Two Hills                        | Terminus ouest de l'AB-38                |
| Comté de Thorhild                 |                    | 69,90                                                          | AB-827 nord – Egremont, Thorhild, Athabasca                          | Terminus sud de l'AB-827                 |
| Comté de Thorhild                 | 76,40              | AB-63 nord – Lac la Biche, Fort McMurray AB-829 sud – Redwater | Terminus sud de l'AB-63; terminus nord de l'AB-829                   |                                          |
| Comté de Smoky Lake               |                    | 93,00                                                          | AB-831 – Boyle, Lamont                                               | Carrefour giratoire                      |
| Comté de Smoky Lake               | Smoky Lake         | 115,70                                                         | AB-855 – Caslan, Andrew, Mundare                                     |                                          |
| Comté de Smoky Lake               |                    | 139,00                                                         | AB-857 sud – Willingdon, Vegreville                                  | Terminus nord de l'AB-857                |
| Comté de Smoky Lake               | 145,50             | AB-36 nord – Lac la Biche                                      | Terminus ouest du multiplex avec l'AB-36                             |                                          |
| Comté de Smoky Lake               | 154,30             | AB-859 sud                                                     | Terminus nord de l'AB-859                                            |                                          |
| Comté de Saint-Paul No 19         |                    | 169,70                                                         | AB-866 nord                                                          | Terminus sud de l'AB-866                 |
| Comté de Saint-Paul No 19         | Ashmont            | 176,70                                                         | AB-36 sud – Saint-Paul, Two Hills                                    | Terminus est du multiplex avec l'AB-36   |
| Comté de Saint-Paul No 19         |                    | 185,10                                                         | AB-867 nord                                                          | Terminus sud de l'AB-867                 |
| Comté de Saint-Paul No 19         | 198,40             | AB-881 – Thérien, Saint-Vincent, Saint-Paul                    |                                                                      |                                          |
| M.D. Bonnyville No 87             |                    | 206,50                                                         | AB-882 nord – Glendon                                                | Terminus sud de l'AB-882                 |
| M.D. Bonnyville No 87             | Hoselaw            | 223,10                                                         | AB-41 sud – Saint-Paul, Elk Point, Vermilion                         | Terminus ouest du multiplex avec l'AB-41 |
| M.D. Bonnyville No 87             | Bonnyville         | 240,60                                                         | AB-41 nord (51 Street) – La Corey                                    | Terminus est du multiplex avec l'AB-41   |
| M.D. Bonnyville No 87             | Bonnyville         | 242,50                                                         | AB-659 est – Lloydminster                                            | Terminus ouest de l'AB-659               |
| M.D. Bonnyville No 87             |                    | 247,20                                                         | AB-660 ouest                                                         | Terminus est de l'AB-660                 |
| M.D. Bonnyville No 87             | Ardmore            | 260,60                                                         | AB-892                                                               |                                          |
| M.D. Bonnyville No 87             | Beaver Crossing    | 278,60                                                         | Traverse la rivière Beaver                                           | Traverse la rivière Beaver               |
| M.D. Bonnyville No 87             |                    | 280,40                                                         | AB-55 est vers AB-897 sud – Pierceland, Meadow Lake, Prince Albert   | Terminus ouest du multiplex avec l'AB-55 |
| Ville de Cold Lake                | Ville de Cold Lake | 290,60                                                         | AB-55 ouest / 16 Avenue – Parc provincial de Cold Lake, Lac la Biche | Terminus est du multiplex avec l'AB-55   |
| Ville de Cold Lake                | Ville de Cold Lake | 293,00                                                         | Lakeshore Drive                                                      |                                          |
| - Terminus de multiplex           |                    |                                                                |                                                                      |                                          |